# パワプロくん
パワプロくん（PAWAPURO-KUN）は、コナミデジタルエンタテインメントの野球ゲーム『実況パワフルプロ野球』（パワプロ）および『パワプロクンポケット』（パワポケ）シリーズの、二頭身キャラクターをモチーフとしたマスコットキャラクター。または同シリーズのサクセスモードに出てくる主人公（プレイヤー）。コナミの代表的なキャラクターの一人である。
担当声優は白石涼子（アニメ『パワフル高校編』）。
『実況パワフルプロ野球3』のサクセスモードより登場したキャラであり、NINTENDO 64版『実況パワフルプロ野球5』のサクセスモード主人公でもある戸井鉄男（とい　てつお）についても本項で説明する。

## 特徴
胴体が足から浮いているのもデザインの特徴となっている。元々は瞳が大きくややずんぐりしたデザインであったが、『パワプロ4』から頭がガチャガチャのカプセルに似た形状となり、体が若干細くなった。『パワプロ7』から輪郭や目等が変化し、眉毛が描かれるようになった。
デザインを手がけたのは、パワプロシリーズ1作目『パワプロ'94』のグラフィック担当を務める藤岡謙治。『パワプロクンポケット』シリーズでは『パワポケ1』から『1・2』までと『パワポケ7』以降で微妙にグラフィックが異なる。
『パワポケ12』以前のパワプロ・パワポケ作品では試合中の選手グラフィックはパワプロくんのものだった（肌の色のみ反映される）が『PS3版実況パワフルプロ野球2010』以降のパワプロ作品では、似顔絵の導入に伴いサクセス関連モードなどの主人公キャラの専用グラフィックになった。ただしサクセス関連モード以外でパワプロくんからパワター（またはパワターからパワプロくん）へのグラフィック変更は可能である。

## サクセスモードのパワプロくん
パワプロ・パワポケシリーズのサクセスモード（あるいはパワフェスモードなどサクセスと関連したモード）では、主人公兼プレイヤーキャラとして登場している。便宜上同じく「パワプロくん」と呼称されるが、あくまでゲーム上の記号的な表現として共通の顔グラフィックを用いられているに過ぎず、一部の例外（パワポケ1と3の主人公など）を除けば、各作品のパワプロくんが明確に別人であり、設定上ではそれぞれの容貌と特徴も異なっている。また、パワポケは本編作品とパワポケダッシュの「表サクセス」（メインシナリオ）が全て連続した時間軸の物語として綴られている為、各作品事に複数用意されているシナリオ分岐の内「正史」において主人公が選んだ展開は基本的にたった一つである。それらが続編において明言される事は少ないが、主人公によっては、後に再登場するキャラクターたちの言及等によって、当時どのような選択をしたかがある程度追跡できる事も多い。その意味において、パワプロくんは「プレイヤーの分身」というよりは、あくまで「顔と名前が明らかにされていない特殊な登場人物の一人」とした方が正確である。
サクセスモードにおけるパワプロくんの名前は、プレイヤーが決めることができる（ゲームで内で用意されている漢字・カタカナ・アルファベット・記号などから選択可能）。
また、毎回別人でそれぞれ設定も異なるものの、シリーズに渡るさまざまな共通点がある、下記は一部の例を記す。
- パワプロシリーズでは、プロ野球選手になる（あるいは一軍定着）ことを夢見る熱血野球少年が多い。一方パワポケシリーズの「表サクセス」では、シナリオの性質からプロを目指さない（できない）者があった。
- 優しい性格であるが、常に野球のことしか考えていないために私服もユニフォームというボケキャラでもある[3][4]。
- 『パワプロ5』までは一人称をプレイヤーが選択可能でそれによって口調も変わるが『実況パワフルプロ野球6』以降は『オレ(または『俺』)と表記されることが多い。
- シリーズによってはプロ選手またはプロ入りを目指している割に、いとも簡単に健康面（「虫歯」「つめ割れ」など）やメンタル面（「弱気」「サボり癖」など）に問題が発生するという一面もある｡
- 基本的には真面目で不正や理不尽を嫌う性格だが[5]、あるビデオを鑑賞したり、パンチラに興奮したり、彼女の水着姿を見て｢弾道｣が上がるなど、性欲が強い｡また､｢恋の病｣が発病すれば場合によっては何ヶ月も練習にいかないことがあるぐらい純情である｡
- お人好しであるため女性からのウケが良く『パワプロ13』では童顔と言われ『パワプロ14』では雑誌のファン投票で猪狩守に次ぎ5位にランクインしていた。しかし相手からの一方的な恋愛感情を読み取ることができない鈍感である。
- シナリオによっては彼女候補の全員とつきあえるようになるなど､かなりのモテ男である｡しかし､その一方で『パワプロ11』でバレンタインデーに見知らぬ子(彼女候補でまだ知り合っていない誰か)から逆ナンされ､それが夢オチだとわかった瞬間に｢見知らぬ子､カムバ～クッ!!｣と叫ぶほど全くモテないこともある(全てはプレイヤーの運次第)｡
- 弱気になっている者を一喝して立ち直らせたり、守りに入っている者を叱咤して勇気付けたりするなどの形で持ち前の熱血漢ぶりが発揮されることもある。
- 帽子を一度も取ったことがない（『パワプロ13』では良い髪形だということだけ発覚)｡これは友人キャラの矢部も同様｡
- 『パワポケ1』と『パワポケ3』の主人公は作中において容姿が悪いという描写があり、公式イラストも後発のシリーズ作品の主人公と異なり目付きが悪いものとなっている。
- 『パワポケ3』では安物のパーツばかり使っているため喧嘩が弱いという描写もある。

『パワポタ4』では女性のパワプロ君が登場した（同作の「PotaCa」では「パワ子ちゃん」と呼ばれている）。男性のパワプロ君と違い髪形がある程度確認できる（後ろ髪が見える）。『パワプロ サクセス・レジェンズ』では固定選手としても登場している。
『パワプロ13』『パワプロ2018』ではそっくりさんのニセプロ（シナリオ内では同名同姓）が登場した。また『パワプロ2018』では自分と瓜二つの容姿を持つキャラ「花鳥千香（かとり　せんが）」も登場した。
WEBアニメ版では初めて声優を当てはまるようになった。登録名はパワプロであり、苗字や名前も無い。ポジションは捕手。
作品別のパワプロくんについては各作品を参照。

## 戸井鉄男
戸井鉄男（とい てつお）は、『実況パワフルプロ野球』および『パワプロクンポケット』シリーズの架空の野球選手。初出は『実況パワフルプロ野球3』。NINTENDO 64版『実況パワフルプロ野球5』のサクセスモードでの主人公と設定されている。
パワプロシリーズの初代ライバルキャラの一人であり、設定とポジションはシリーズ作品によって異なるが、パワフル高校所属（あるいはパワフル高校出身）の選手という設定が維持されている。また、ほとんどの作品で選手能力が非常に高い（打撃以外全てほぼMAX、作品によってオールMAXもある）。なお、試合中の容貌（グラフィック）について、パワプロシリーズ旧作とパワポケシリーズでは他のサクセスモードのキャラクター同様パワプロくんと同ーだったが、『パワプロ2013』で専用のグラフィックで登場し、以降の作品でもその姿で登場している。
『パワプロ3』と『パワプロ'96』では2年目の春に主人公と同じ球団に入団したルーキー選手として登場。
『パワプロ5』（N64版）では公式設定上のプレイヤーキャラであり、公式設定通り名前が「戸井」に設定すると高確率でセンス○が付く。後のパワポケシリーズでは、『パワプロ5』の戸井はパワフル高校卒業後にプロ入り、『パワポケ10』の時点でプロから引退（なお、『パワポケ1・2・5』およびそれらのリメイク作品では敵チームの選手として戸井が登場する）。
『パワプロ'98』と『パワプロ2013』ではラスボスチーム・パワフル高校の選手として君臨している。『パワプロ2022』ではパワフェスモードで戸井以外の全キャラを入手し、条件を満たすことで隠しキャラとして登場する。

## 備考
- 1997年に、フジテレビ系列5局（CX・KTV・THK・TSS・TNC）ネットで『パワプロくんナイター速報』（中継開始前のミニ番組）が放送された。提供はコナミ。
- コナミ、タカラ、ハドソンの共同制作『ドリームミックスTV ワールドファイターズ』でプレイヤーキャラクターとなっている[7]。ゲーム内でもボイスはなく、行動に対して当時パワプロの実況担当だった河路直樹の実況ボイスが流れるという方式だった。
- 『熱闘!パワフル甲子園』では「激闘サバイバル」の最終ボス・パワフル高校のエースとして登場（登録名は「パワプロ」）、投手能力、野手能力がすべてAな上にスライダー、シュート、フォークの3種類の強烈な変化球を操る強敵として君臨している。
- 『ときめきメモリアル』のキャラクターである虹野沙希のファーストシングルで『ときめきメモリアルドラマシリーズ Vol.1 虹色の青春』の主題歌である『出会えて良かった』のジャケットにて、彼女が通学カバンに付けているキーホルダー、或いは根付のデザインとして描かれている。なお、沙希は『ときめきメモリアル』本編では野球部かサッカー部のマネージャーとして登場するが、『虹色の青春』ではサッカー部となっている。
- レースゲーム『コナミ ワイワイレーシング アドバンス』にレーサーの一人として登場している。
- パズルゲーム『ヒラメキパズル マックスウェルの不思議なノート』『スーパースクリブルノーツ』にて、日本語版限定の要素としてノートに名前を書くとアイテムとしてパワプロくんが登場する。
- ポーツゲーム『New International ハイパースポーツDS』に運動選手の一人として登場している。
- 京楽のパチンコ・『CR熱闘パワプロクン』を京楽産業ホールディングスが制作したパチンコビデオゲーム『パチってちょんまげ達人シリーズ』(機種:PlayStation 2)の初のゲームに出ている。